# Mew (groupe)
Pour les articles homonymes, voir Mew.
Mew est un groupe danois de rock indépendant et de new prog.

## Historique
Jonas Bjerre, Bo Madsen, Johan Wohlert et Silas Utke Graae Jørgensen fondèrent le groupe en 1995, mais ne commencent à connaître le succès que depuis 2003, date à laquelle le Danish Music Critics Award Show leur a décerné le titre de Meilleur album et de Meilleur groupe de l'année. 

## Discographie

### Albums studio
- 1997 - A Triumph For Man (en)
- 2000 - Half The World Is Watching Me (en)
- 2003 - Frengers
- 2005 - And The Glass Handed Kites (en)
- 2009 - No More Stories Are Told Today I'm Sorry They Washed Away, No More Stories The World Is Grey I'm Tired Let's Wash Away (en)
- 2015 - + - (en)
- 2017 - Visuals (en)

### Compilations & Live
- 2009 - Live At The Hollywood Palladium
- 2011 - Eggs Are Funny (en)

## Liens
- Site officiel
- Article français

www.thealternateside.org video--studio-mew